# Брио, Александр Спиридонович
Александр Спиридонович Брио (1841—1906) — российский минералог и педагог.

## Биография
Александр Брио родился в 1841 году. Окончил Харьковский университет (1863). Стажировался в Берлине и Вене.
С 1872 года занимал должность профессора минералогии Харьковского университета. В 1891–1906 годах — декан физико-математического факультета, в 1869-1905 — заведующий минералогическим музеем Харьковского университета.
Многие его научные работы и исследования были напечатаны в «Трудах Общества испытателей природы при Харьковском университете» (1870—1874). 
Отдельно были изданы следующие труды учёного: «Кристаллографические и кристаллооптические исследования некоторых искусственных кристаллов» (Харьков, 1868); «Исследования железной руды из села Марковки, Старобельского уезда» (Харьков, 1870); «Химико-минералогические исследования некоторых из представителей днепровских кристаллических пород» (1871); «Химические исследования гранита ст. «Кайдаки» (1872); «Химические исследования каменного угля из месторождения близ села Новоэкономического» (1874 год).
Александр Спиридонович Брио умер в 1906 году в Харькове.